# Розбір Округлий
Розбір Округлий (пол. Rozbórz Okrągły) — село на Закерзонні в Польщі, у гміні Прухник Ярославського повіту Підкарпатського воєводства.
Населення — 425 осіб (2011).

## Географія
Село розташоване на відстані 3 кілометри на північний захід від центру гміни села Порохника, 16 кілометрів на південний захід від центру повіту міста Ярослава і 38 кілометрів на схід від центру воєводства — міста Ряшіва.

## Історія
За податковим реєстром 1515 р. у володінні Івана були 4 лани (коло 100 га) оброблюваної землі, у володінні Андрія — 7 ланів, млин і корчма, у володінні Якова — 4 лани, корчма і піп (отже, вже тоді в селі була церква).
За податковим реєстром 1589 р. село Розбір Округлий належало Івану Пєнянжику, в селі були 5 ланів (коло 37 га) оброблюваної землі, корчма, млин, 5 загородників із земельною ділянкою, 1 коморник без тяглової худоби і піп. До 1772 року Розбір Округлий входив до складу Перемишльської землі Руського воєводства Королівства Польського.
В 1772 році внаслідок першого поділу Польщі село відійшло до імперії Габсбургів і ввійшло до складу австрійської провінції Галичина.
Відповідно до «Географічного словника Королівства Польського» в 1880 р. Розбір Округлий знаходився в Ярославському повіті Королівства Галичини і Володимирії, було 83 будинки і 464 мешканці, з них 307 греко-католиків, 135 римо-католиків 22 юдеї.
У міжвоєнний період село входило до ґміни Прухник Ярославського повіту Львівського воєводства. На 1.01.1939 в селі проживало 660 мешканців, з них 110 україномовних українців-грекокатоликів, 200 польськомовних українців-грекокатоликів, 340 поляків, 70 польських колоністів міжвоєнного періоду і 10 євреїв. На той час унаслідок півтисячоліття латинізації та полонізації українці лівобережного Надсяння опинилися в меншості.
16 серпня 1945 року Москва підписала й опублікувала офіційно договір з Польщею про встановлення лінії Керзона українсько-польським кордоном. Українці не могли протистояти антиукраїнському терору після Другої світової війни. Частину добровільно-примусово виселили в СРСР (255 осіб — 66 родин). Решта українців села попала в 1947 році під етнічну чистку під час проведення Операції «Вісла» і була депортована на понімецькі землі у західній та північній частині польської держави, що до 1945 належали Німеччині.
У 1975-1998 роках село належало до Перемишльського воєводства.

## Пам’ятки
Церква в селі вже була в 1515 р.
Українці в 1804 році збудували муровану парафіяльну греко-католицьку церкву святих апостолів Петра і Павла. Парафія належала до Порохницького деканату Перемишльської єпархії.

## Демографія
Демографічна структура станом на 31 березня 2011 року:
|          | Загалом | Допрацездатний вік | Працездатний вік | Постпрацездатний вік |
| -------- | ------- | ------------------ | ---------------- | -------------------- |
| Чоловіки | 211     | 46                 | 148              | 17                   |
| Жінки    | 214     | 51                 | 127              | 36                   |
| Разом    | 425     | 97                 | 275              | 53                   |